# السياسة اللغوية لفرنسا
السياسة اللغوية لفرنسا هي السياسات المختلفة التي تعتمدها فرنسا في ما يخص المسائل اللغوية.
منذ عام 1992، حددت المادة 2 من الدستور اللغة الفرنسية كلغة الجمهورية. منذ عصر النهضة، ترافق تطور اللغة الفرنسية، مع تشكل الأمة الفرنسية. هذا التطور المبكر جدًا للوحدة الجغرافية الفرنسية إتجاه أمة يميز فرنسا عن البلدان الأخرى، ولا سيما في سياستها تجاه اللغات الإقليمية.
لطالما اتسمت هذه السياسة بالرغبة في معارضة اللغة اللاتينية، من أجل تقليص سلطة الكنيسة مع زيادة سلطة الملكية، ثم الدولة. منذ القرن الثالث عشر كتب الموثقون الملكيون باللغة الفرنسية، وكان ذلك بين القرنين الرابع عشر والسادس عشر وهو القرن الذي فرضت فيه الفرنسية نفسها ببطء كلغة إدارية في المواثيق الملكية، على حساب اللاتينية. تحقق هذا النمو من خلال سن مرسوم فيلير كوتري (1539) من قبل فرنسوا الأول، مما جعل اللغة الفرنسية هي اللغة الرسمية للقانون والإدارة.
إبتداءً بعصر النهضة، استخدم السكان المتعلمون والسكان الحضريون الفرنسية، لكن جزءًا كبيرًا من سكان الريف لا يزالون يجهلون هذه اللغة. بدأ توحيد الأمة في عهد النظام القديم، وتم تعزيز سياسة وحدة الأمة الفرنسية بالثورة الفرنسية. بالنسبة للثوار، فإن جهل اللغة الفرنسية هو عقبة أمام الديمقراطية ونشر الأفكار الثورية. في عام 1790، بدأت الجمعية الوطنية بترجمة القوانين والمراسيم إلى جميع اللغات الإقليمية، قبل التخلي عن هذا الجهد الذي كان مكلفًا للغاية. يفرض المرسوم الثاني 20 يوليو 1794 اللغة الفرنسية كلغة وحيدة للإدارة بأكملها ، وقد ضغط الثوار لفرض اللغة الفرنسية ومعارضة اللغات الأصلية المسماة باتوا أو «اللهجات الإقطاعية». لكن هذه الإجراءات لم تتبعها آثار فورية ، والمراسيم الهادفة للإرهاب تُلغى في الغالب بعد أسابيع قليلة من إصدارها.
في عهد نابليون واستعادة البوربون تم التنازل إلى حد كبير عن التعليم العام لفائدة الكنيسة، التي اعادت اللغة اللاتينية. بعد ثورة 1830 و1848، تطور التعليم الابتدائي الحكومي باللغة الفرنسية، لكنه لم يكن إلزامياً بعد. سهلت الثورة الصناعية، والنزوح الجماعي الناتج عن ذلك من الريف، وظهور السكك الحديدية من استخدام الطبقة العاملة للغة الفرنسية.
عقب سقوط الإمبراطورية الثانية، رسمت الجمهورية الثالثة التعليم الابتدائي الإلزامي، العلماني والمجاني للجميع مع قوانين فيري التي جعلت من الممكن دمقرطة وتعميم الفرنسية في جميع أنحاء الإقليم. هذه الرغبة في تعميم استخدام اللغة الفرنسية على كامل الإقليم تتعلق أيضًا بالإمبراطورية الاستعمارية الفرنسية. يهدف هذا الاستخدام المعمم للغة الفرنسية، خاصة في الوثائق الرسمية والتعليم، إلى رفع المستوى الثقافي للسكان من خلال التعليم العام وكذلك من خلال نشر لغة مشتركة وعالمية.
منذ النصف الثاني من القرن العشرين، بدأ ينظر إلى الثقافات الإقليمية والتنوع باعتباره من الثروات التي يجب الحفاظ عليها. تبنت الحكومات المتعاقبة سياسات مختلفة تهدف إلى منع اختفاء اللغات الإقليمية. حاول نظام فيشي إدخال «لغات اللهجة» إلى التعليم بقانونين (1941، 1942) ولكن هذين القانونين أُلغيا في التحرير. في عام 1951، أجاز قانون ديكسون التدريس الاختياري للغات الإقليمية في فرنسا. بالإضافة إلى هذه التدابير لصالح اللغات الإقليمية، تم إصدار العديد من القوانين التي تهدف إلى حماية الفرنسية من اللغة الإنجليزية، ولا سيما قانون توبون، الذي لم يعد يمنع، للمفارقة، الحفاظ على اللغات الإقليمية أو تلوث اللغة الفرنسية بالمصطلحات الإنجليزية. لم تصدق فرنسا على الميثاق الأوروبي للغات الإقليمية أو لغات الأقليات.

## تاريخيًا
تشكلت فرنسا الحديثة عبر اتحاد مناطق نفود ملكي مختلفة، بعضها ناتج عن تقسيم الإمبراطورية الكارولنجية، عكس البعض الآخر. التجمع نتج عن مناطق تتحدث لغات رومانسية مختلفة (لغات أويل، أوكستانيا، كورسيكان)، جرمانية (الألزاسي، الفلمنكي، الفرانكيك لورين)، أو لغات ذي أصول أخرى (بريتون، الباسك). أو تلك المنبتقة من اللاتينية المسمات «عامية»(وهذا يعني من اللاتينية التي يتحدث بها الناس التي تمييز عن «الكلاسيكية»، (اللغة الأدبية ولغة النخبة المقيدة)، خضعت الفرنسية لعدد من التغييرات خاصة خلال الفترة ما قبل الأدبية (من القرن الثالث حتى القرن الرابع  تقريبًا). ميزت هذه التغييرات اللغة اللاتينية عن اللغة المنطوقة للناس لدرجة أنه في القرن الثامن، تم إدرك أن لغة جديدة قد تطورت، والتي كانت قد سميت لأول مرة rustica lingua romana (لغة رومنسية ريفية).
لم تظهر الحاجة إلى توحيد هذه اللغة الجديدة إلا مع بداية أدب اللغة الشعبي. في بداية الفترة الأدبية من القرن الحادي عشر، كان رجال الدين هم من ينتج الأدب المكتوب. لذلك، في مكتبات (منسخ) الأديرة، تطورت تقاليد الكتابة المختلفة للغة الفرنسية القديمة، الخط، اصطلاحات تهجئة ثابتة إلى حد ما والتي تدون اللغة الشفوية. تدخل ميزات لهجة معينة في الخط من البداية، لكن اللهجة المركزية في إيل دو فرانس تسود إبتداءً من القرن الثاني عشر. من اللحظة التي يختار فيها الملك باريس للإقامة الدائمة، تصبح المدينة بالتأكيد مركزًا للسلطة وأيضًا للتجارة، وتؤسس لهجة إيل دو فرانس نفسها على نحو متزايد كلغة للتواصل والتجارة والسياسة والدين.

### القرون الوسطى

#### ولادة اللغة الفرنسية
ظهرت الفرنسية نتيجة تجزئة اللاتينية إلى لغات رومانسية مختلفة. فترة فصل اللاتينية والفرنسية ليست محددة بالإجماع بين الباحثين، ولكن وفقًا لرايت وبانيارد ، يمكننا اعتبار ذلك في منتصف القرن الثامن، كانت درجة الفهم الشفهي بين خطاب الأدباء وخطاب الناس العاديين في المنطقة الرومانسية كافية لربطهم بنفس اللغة اللاتينية. خلال الفترة الكارولنجية وبشكل أكثر دقة أثناء إصلاح اللاتينية من قبل ألكوين، أصبحت الفجوة بين اللاتينية واللغة العامية واسعة جدًا بحيث يمكننا التحدث عن لغات مميزة: حيت يبدأ فصل اللغات الرومانسية عن اللاتينية. في شمال فرنسا، بدأت ازدواجية اللغة بين اللاتينية وما سيطلق عليه الرومانية. وفقا لرايت، ما بين القرن التاسع والحادي عشر أصبحت فيه الرومانية مستقلة تمامًا وتشكل لغة مختلفة عن اللاتينية. اليوم لدينا روايات مختلفة عن ذلك الوقت: قسم ستراسبورغ وتسلسل القديس يولاليا ( القرن التاسع) وحياة سانت ليجيه القرن العاشر).
يعتبر قسم ستراسبورغ، المكتوب عام 842، شهادة ميلاد للغة الفرنسية من قبل غالبية مؤرخي اللغة. والذي يمثل الوعد بالمساعدة الذي أرسله لويس الألماني بالفرنسية إلى شقيقه تشارلز الأصلع ضد لوثر إذا كان سيهاجمه. تحدث لويس إلى جنود تشارلز باللغة الرومانسية (الفرنسية) حتى يتمكنوا من فهم الالتزام الذي قطعه لويس على أخيه. باختياره الفرنسية، يوضح أن اللاتينية لم تعد مفهومة بشكل كافٍ من قبل عامة الناس، وبالتالي كان من الضروري اللجوء إلى اللغة العامية.

#### الفرنسية مقابل اللاتينية
عندما ظهرت الفرنسية (أو الرومانسية) وأصبحت لغة كاملة لم يعد من الممكن اعتبارها لغة لاتينية، حيث واجهت هيمنة الأخيرة كلغة للمعرفة بالنسبة للكنيسة ولكن أيضًا كلغة القانون. سوف تتعايش اللغتان في هذا المجال حتى بداية القرن السادس عشر. قرن مع هيمنة واضحة لللاتينية. عبر العصور الوسطى، «تطورت الفرنسية كلغة للسلطة في علاقات الاستبدال والمنافسة مع اللاتينية»  مما يعني أن المستشارية الفرنسية وبرلمان باريس لا يزالان يستخدمان اللغة اللاتينية لكتابة القوانين والتوقيفات والأحكام حتى نهاية العصور الوسطى، لكن المستشارية تميل إلى استخدام الفرنسية أيضًا في السعي لتحقيق التوازن بين اللغتين العامية واللغة المكتسبة.
على الرغم من وجود تقرير متضارب إلى حد ما، فإن استخدام الفرنسية كلغة قانون لا يعد مقاطعة تامة لللاتينية. سيتم تبني القواعد اللغوية لللاتينية من قبل الفرنسية، الأمر الذي يظهر أنها قابلة للاخترق والتأثير اللاتيني، على وجه الخصوص بسبب القرابة بين اللغتين. في كتابات كتاب العدل الخاصة بالمستشارية يتم إدراك هذه الفرضية بشكل أوضح. حيث يبدو أن وجود فصل دقيق بين اللغة الفرنسية واللغة اللاتينية قد عفا عليه الزمن بعض الشيء في ضوء نصوصهم.
تبين أن الانتقال من اللاتينية إلى الفرنسية في المجال القانوني عملية معقدة للغاية حيث يتم أخد الأبعاد المتعددة للغة بعين الإعتبار. في البداية، كان من الضروري أن تكون جودة الرسالة هي نفسها سواء في اللاتينية والفرنسية. يجب أن تعكس ترجمة الميثاق تمامًا شكل ومعنى الرسالة الأصلية. يجب العثور على نفس القيم الخطابية والدلالية والسيميائية في النص الفرنسي، التي يعرفها المترجمون ولكنهم أيضًا غير راضين عن الحلول التي تقدمها لهم اللغة الفرنسية ويعبرون عنها في مقدمات الترجمات التي تم إجراؤها من أجل حكام فرنسا في القرن الرابع عشر. حيث إنهم يستنكرون وجود فجوة أسلوبية بين النسخة اللاتينية والنسخة الفرنسية. بعد ذلك، كان على الفرنسيين التعبير عن نفس الوظائف الأدائية مثل اللاتينية. لم يشك أحد في القدرات الأدائية للفرنسية، لكن في العصور الوسطى، كان أي عمل قانوني يميل إلى أن يكون مصحوبًا بشخصية مقدسة كانت اللاتينية مفضلة لها لأنها كانت تعتبر لغة رجال الدين. كانت الفرنسية هي لغة العلمانيين، وهذه الصفة لم تكن حقًا ميزة في ذلك الوقت.

#### الفرنسية: لغة الملك ولغة القانون
كان لظهور النصوص النثرية المكتوبة بالفرنسية أهمية كبرى بالنسبة للقانون. وسرعان ما انتشر النثر الفرنسي في المجال القانوني. صعود النثر في بداية القرن الثالث عشر يتزامن مع ظهور أولى المواثيق المكتوبة بالفرنسية. وفقًا للخبراء، فإن أقدم عمل قانوني هو العرف الكبير النورماندي. يعود تاريخ هذا النص إلى حوالي عام 1235، وتم تداوله بالفرنسية واللاتينية. منذ ثلاثينيات القرن الثاني عشر، ستزدهر النصوص القانونية باللغة الفرنسية مثلًا النصوص العرفية في كل مكان على الأراضي الفرنسية. نظرًا لأن هذه العادات هي كتابة حق من أصل شفوي، فقد يبدو اختيار لغة الناس بديهيًا، ولكن لوضع نظام للكتابة، يجب أن يكون هذا النظام منظمًا. بالنسبة لهذه المنهجية، يعتمد معظم المؤلفين على نموذج ومفاهيم القانون الروماني. في معظم الأحيان، تكون القوانين المصاغة في الواقع مجرد ترجمة إلى الفرنسية من القوانين المعبر عنها في الأصل باللاتينية.
إن اختيار اللغة الفرنسية، وتحديداً الفرنسية الباريسية، ليس من قبيل الصدفة. ففي العصور الوسطى، كان كل ما يتعلق بالسياسة اللغوية من اختصاص الملك. ظهرت الفرنسية في المجال القانوني والإداري ضد إرادة رجال الدين ورجال القانون الذين ظلوا مرتبطين باللاتينية، ولا سيما بسبب الاختلاف الأسلوبي بين اللغتين. كان هذا ممكنًا فقط لأن السلطة الملكية اخدت برأي الأشخاص الذين هم في المستويات الإدارية الأدنى الذين لم يعودوا يفهمون اللاتينية والذين طالبوا بحق في التواصل بلغة يفهمونها.
في أكتوبر 1330، جعل فيليب السادس اللغة الفرنسية هي اللغة الأولى للملكية. من خلال هذا المرسوم، أسدى معرفًا إلى البارونات الكبار الذين اختاروه لتولي عرش فرنسا لأنه، وفقًا لـنص الدعائي الفرنسي «فلوكسو بينالي سباسيو Fluxo biennali spacio»، الذي كتب عام 1422، كان فيليب دي فالوا مفضلًا على إدوارد الثالث لأنه تحدث بلغة البارونات. لذلك فرض فيليب السادس الفرنسية على المستشارية. أعاد جان الثاني اللاتينية عندما اعتلى العرش لكن تشارلز الخامس خلفه، وخلال فترة حكمه، تمكن من فرض الفرنسية في 75 ٪ من القوانين. أخيرًا، فرانسوا الأول هو من فرض اللغة الفرنسية في جميع الإجراءات القانونية من خلال مرسوم فيلير كوتري.
من المهم أيضًا ملاحظة أن الملوك الذين نظروا في مصير اللغة الفرنسية كانوا أكثر اهتمامًا بالثقافة وتطور اللغة إلى عامية. حيث طلبوا ترجمات لمختلف الأعمال العلمية والتاريخية والأدبية إلى الفرنسية. تشارلز الخامس هو راعي الفنون: أعاد بناء قصر اللوفر في عام 1367  وهناك أسس أول مكتبة ملكية، والتي أصبحت المكتبة الوطنية لفرنسا بعد ذلك بعدة قرون. لقد تولى سياسة تعميم ولديه العديد من الأعمال العلمية والتقنية، والأطروحات في علم التنجيم والتاريخ، ونصوص أرسطو، والتعليقات التفسيرية لمترجمهم نيكولاس أوريسم، و بوليكراتيكوس لجان دي سالزبوري، كتاب خصائص الأشياء بواسطة بارثيلمي الإنجليزي (ترجم بواسطة جون كوربيشون)، أو حتى الأعمال الدينية مثل مدينة الرب، بواسطة القديس أوغسطين الذي ترجمه عام 1370 الكاهن راؤول دي بريسلي ، الذي أضاف تعليقاته وتعليقات من سبقه.
إبتدًا من القرن الرابع عشر، نتحدث عن الفرنسية الوسطى: لقد خضعت اللغة لتغييرات مورفولوجية كبيرة تجعلها أقرب إلى الفرنسية الحديثة.
تُترجم النصوص اللاتينية إلى الفرنسية وتُمنح وعود بالدفع مقابل نسخها. تم ترتيب المكتبة الملكية على ثلاثة طوابق، وهي تستجيب لمشروع سياسي: يجب أن تشكل نخبة إدارية. كما لديها ما يصل إلى ألف مخطوطة.
وقد اتبعت أيضًا سياسة الفرنسة هذه من قبل اللوردات الإقطاعيين الكبار، مثل دوقات بريتاني، الذين استندت جهودهم المركزية حصريًا على استخدام الفرنسية.
في عام 1454، أمر مرسوم مونتيلس ليه تور لشارل السابع بصياغة القانون العرفي الشفوي بلغة مبتذلة. ومع ذلك، كان هذا المرسوم غير ناجح نسبيًا وسيء التصميم ويصعب تنفيذه (المثول أمام اللجان، والإحالة إلى الملك، والبرلمان في حالة الخلاف، وما إلى ذلك). أعيد إطلاق الكتابة بلغة العامية القانونية عام 1497.
مع تطور الأدب وخاصة مع إختراع غوتبورغ تقنية الطباعة الجديدة والكتابات تتكاثر وفي الوقت نفسه مناقشة نوعية اللغة الفرنسية تبدأ بين العلماء. تم بناء أول مطبعة في فرنسا في باريس عام 1470 على يد مايكل فريبورجر وأولريش جيرنج ومارتن كرانتز.
على الرغم من أن الفرنسية أصبحت لغة الملك وأنه من أجل خدمة الملك وفهم قرارات المحكمة، من الضروري معرفة الفرنسية، وهذا لا يعني أن جميع المواطنين يتقنون الفرنسية. على مستوى اللغة المكتوبة بشكل خاص، كان للسياسة اللغوية للسلطة الملكية تأثير كبير في التوسع والتوحيد. على المستوى الشفهي، لم تختف اللهجات الإقليمية. علاوة على ذلك، لم يتم وضع سياسة لهذا الهدف. كانت سياسة اللغة الفرنسية في العصور الوسطى تهدف إلى القضاء على اللاتينية والتقارب بين النظام والشعب، ولكن ليس القضاء على اللغات الإقليمية.

### النهضة
إبتدًا من القرن الثالث عشر، قبل فترة طويلة من مرسوم فيلير كوتري، استبدلت بعض الدوقات المطوقة في مملكة فرنسا، مثل بريتاني، اللاتينية بالفرنسية كلغة إدارية.

في عام 1490، نص تشارلز الثامن بأمر من مولين على أن لغة الولاية القضائية ستكون من الآن فصاعدًا «اللغة الأم أو الفرنسية» وليس اللاتينية. سيتم تأكيد هذا الحكم بمرسوم لويس الثاني عشر في يونيو 1510:
| « | نأمر (...) من الآن فصاعدًا إجراء جميع المحاكمات الجنائية والاستفسارات المذكورة، بأي طريقة كانت، بلغة مبتذلة ولغة سلام (...) وإلا فلن يكون لها أي تأثير أو قيمة | » |

#### مرسوم فيلير كوتري (1539)
فرانسوا الأول أكد نص لويس الثاني عشر عام 1531 للغة لانغدوك. لكن هذا القرار سيتم تجاوزه (أو يتم تأكيده) من خلال إصدار مرسوم فيلير كوتري (بالفرنسية: Villers-Cotterêts) في عام 1539. المرسوم، الذي عنوانه الدقيق هو «مرسوم وقائع العدالة»، أثار اهتمام مؤرخي اللغة بشكل كبير بسبب مادتين تتعلقان باستخدام الفرنسية في المحاكم. ها هم:

« المادة. 110: وحتى لا يكون هناك سبب للشك في استخبارات الاعتقالات المذكورة، نريد ونأمر أن يتم إجراؤها وكتابتها بوضوح حتى لا يكون هناك غموض أو لبس. أو طلب للتفسير.
المادة. 111: ولأن مثل هذه الأشياء [كذا] غالبًا ما تحدث لذكاء الكلمات اللاتينية الواردة في ما يسمى بالاعتقالات، فإننا نريد من الآن فصاعدًا أن تكون جميع الاعتقالات، سويًا جميع الإجراءات الأخرى، من محاكمنا السيادية ومرؤوسينا الآخرين، أقل شأنا، أو من السجلات، والاستفسارات، والعقود، واللجان، والأحكام، والوصايا وغيرها من أفعال استغلال العدالة، أو التي تعتمد عليها، يتم نطقها وتسجيلها وتسليمها إلى الأطراف باللغة الأم الفرنسية وليس بخلاف ذلك. »

لذلك هناك رغبة في متابعة السياسة اللغوية التي طبقها أسلاف فرانسوا الأول. وقد لاحظ هذا الأخير «حالة تضر بالإدارة السليمة للعدالة، وهو يعتزم تصحيحها.»  تنص المادة 110 على استحالة الطعن في قرارات المحاكم وتوفر المادة 111 الحل لتحقيق هذا الهدف: استخدم «اللغة الفرنسية الأم». تم تصميمها في الأصل كطريقة لاستبدال اللاتينية في النصوص الرسمية - القليل من رعايا القرن السادس عشر لديهم التعليم اللازم لفهمها - فهذه المادة تنص أيضًا أن الفرنسية، وهي وحدها، أصبحت من الآن فصاعدًا اللغة القانونية في المملكة. ومع ذلك، يستمر المجتمع المثقف في استخدام اللاتينية في الجامعات، وتحافظ الغالبية العظمى من السكان الفرنسيين على استخدام اللغات الإقليمية.

#### الدفاع وكتابة اللغة الفرنسية،دو بيلاي(1549)
منذ خمسينيات القرن الخامس عشر، اطلقت جماعة من الشعراء، تسمى البلياد، ومن بينهم بشكل خاص رونسارد، ودو بيلاي، وبليتييه دو مان، النقاش لإثراء اللغة الفرنسية من خلال الاقتراض من اللهجات الأخرى والدفاع عن الفرنسية في مواجهة اللغات اليونانية واللاتينية القديمة. تم وضع هذا الهدف نظريًا في بيان دو بيلاي: الدفاع والتوضيح للغة الفرنسية. يجب مقارنة هذا النهج الشعري بالنهج السياسي لمرسوم فير كوتري الذي صدر قبل عشر سنوات. على الرغم من اعترافه بأنها ليست غنية مثل اللاتينية أو اليونانية، إلا أن دو بيلاي نادى بالفرنسية التي ليست فقيرة لدرجة تجعل من المستحيل ترجمة النصوص المكتوبة بلغات أخرى بالإضافة إلى الإبداع باستعمال الفرنسية. ستنسب هذه القدرات، حسب قوله، لعمل فرانسوا الأول في مجال اللغة.
لقد فكر الإنسانيون بعناية في العلاقة القائمة التي يجب أن توجد بين اللغة والنظام السياسي. مثل جميع الإنسانيين الجيدين، فإنهم يأخذون العصور القديمة كمرجع ويعتبرون الإغريق والرومان أمثلة يجب اتباعها فيما يتعلق بالسياسة اللغوية التي يتعين اتباعها من أجل توحيد الإقليم ونشر لغة النظام. يجب على الدولة أن تتدخل فيما يتعلق باللغة ومحاولة فرض الفرنسية على جميع المواطنين، لكن أنصار الإنسانية لديهم احترام كبير للأشخاص الذين يظلون مخلصين لغتهم الأم. على سبيل المثال، يسرد دو بيلاي، في كتابه «الدفاع la Défense»، أن اليونانيين والرومان احتفظوا بلهجاتهم المحلية. لذلك هناك بعض التناقض في الموقف الذي يتخذه الكتاب فيما يتعلق بالسياسة اللغوية: عدم وضوح بين انتشار الفرنسية بفضل قوة الأمة والاستعمار اللغوي الوحشي والعنيف.

### النظام القديم
لا تزال السياسة اللغوية لهذا القرن تصالحية. يتم اتخاذ عدد قليل فقط من الأحكام التشريعية التي لا تتعلق بالشعب أما المقاطعات المضمومة الجديدة فهي معفاة من تطبيق مرسوم فيلير كوتري. مع الإستثناء الملحوظ المتمثل في إنشاء الأكاديمية الفرنسية، تميز هذا القرن بعدم التدخل في السياسة اللغوية.
من ناحية أخرى، ستلعب المجالس السيادية للمقاطعات الفرنسية دورًا فاعلًا في فرنسة نخبها. وعلى الرغم من معاهدة جبال البرانس الذي ينظم ضم روسيون والذي يضمن لسكان «استخدام اللغة التي يرونها مناسبة»، اقترح مجلس روسيون الملكي على العامل الملكي وعلى المقتصد العام للمالية «إلزام قناصل بربينيان بإنشاء مدارس صغيرة لتعليم اللغة الفرنسية للأطفال» من أجل السماح لروسيلونيه بالحصول على مناصب قضائية، وهو ما وافق عليه الملك، والحظر الرسمي للغة الكاتالونية في 2 أبريل، 1700. وبنفس الطريقة، كان المجلس السيادي في كورسيكا عضوًا في إضفاء الطابع الفرنسي على الجزيرة ورفض اللغة الإيطالية التي كانت اللغة الإدارية الكورسيكية: هنا أيضًا أنشئت مدارس ثنائية اللغة لتعليم اللغة الفرنسية للأطفال؛ الطلاب ممنوعون من الدراسة بالإيطالية؛ تم التسامح مع الإيطالية في الإجراءات القانونية، الأمر الذي أدى في النهاية باللغة الفرنسية إلى أن «تصبح مألوفة للكورسيكا بل وتصبح حتى لغتهم الأم كما هو الحال مع رعايا الملك الآخرين».
خلال القرنين اللاحقين لمرسوم فيلير كوتري (1539)، تبنى جزء من النخب المحلية الفرنسية تدريجيًا من جهة بفضل الإغواء الذي تمثله الفرنسية على المعاصرين، ومن جهة أخرى لأن التحدث بالفرنسية أصبح علامة على تعليم جيد ووعد بالاعتراف. شهادة على هذه الرغبة في الفرنسة بين النخبة، هذه المذكرة من فيليب دي ميرونيت، وهو سيد نبيل من إحدى المقاطعات الفرنسية، كاتبًا لابنه الذي أرسله للدراسة في باريس:
| « | يجب أن نتجنب الجمل البروفنسية التي يتحدث بها المبتدئون إفسادَا للفرنسية، ويجب الإنتباه للتعبيرات العادية لأهل البلاط وباريس، وفوق كل شيء تعلم لهجة البلد ولا تتحدث بالعامية أبدًا، و لتحقيق ذلك بمزيد من السهولة، قلل من التردد على السكان البادية بأقل قدر ممكن دون إشعارهم بأنك تجنبهم. | » |

#### الأكاديمية الفرنسية
القرن السادس عشر يمثل نقطة مهمة ليس فقط للأدب، ولكن أيضًا لتطور اللغة الفرنسية. لكن تزال تهجئة اللغة الفرنسية غير ثابت، والجدل حول جودة اللغة الفرنسية لم يتوقف منذ عصر النهضة، والحاجة إلى التدوين أصبحت أكثر وأكثر قوة.
ولدت الأكاديمية الفرنسية من جماعة غير معروفة عمليًا من العلماء. أسسها رسميًا الكاردينال ريشيليو عام 1635. مهمتها الآن هي إعطاء القواعد للغة الفرنسية، لجعلها واضحة ونقية ومعقولة من أجل جعلها مفهومة من قبل الجميع. كان عليها تقديم المراجع اللازمة للغة الفرنسية: قاموس يشرح كلمات اللغة الفرنسية (الطبعة الأولى في 1694)، والقواعد (محاولتان فاشلتان  ستحدثان حوالي 1700  و 1932)، ثم الأسلوب والبلاغة التي لم تنتج.
مهمة أخرى للأكاديمية هي انتقاد أعمال المؤلفين. وكان أول مهمة لانتقاد مسرحية لو سيد لكورناي. نظرًا لكون الأكاديمية منبثقة من السلطة الملكية، فقد يعتقد المرء أن أعضائها شعروا على الفور بأنهم مؤهلون للوفاء بالمهام الموكلة إليهم. ومع ذلك، في النصوص الأولى التي أنتجها أكاديميون مثل «إنطباعات الأكاديمية الفرنسية من المسرحية التراجيدية لو سيد»، و «قرارات وملاحظات الأكاديمية الفرنسية» على كلود فافري، قبل كل شيء، نلاحظ الحاجة إلى تبرير أنفسهم وإضفاء الشرعية على أعمالهم. في الكتابة الأولى للأكاديمية حول لوسيد، التي أنتج أغلبها تشابلان، كانت الأسئلة حول ما إذا كان لديه الحق في انتقاد مؤلف معاصر أم لا، حاضرة للغاية، خاصة في مقدمة العمل. أثناء النشر، ستقوم الأكاديمية بإزالة العديد من الكلمات والتعبيرات التي تظهر عدم ارتياح المؤلف لعمله.
بعد هذه الفترة من الشكوك، تكتسب الأكاديمية الثقة وستعمل بشكل مكثف على تدوين اللغة ووضع المعيار. كانت ملاحظات كلود فافري ذات تأثير كبير على الطريقة الشعب الفرنسي التحدث والكتابة وعلى مستوى اللغة. حيث يصف يصف كلود اللغة الأكثر صحة التي يتحدث بها جزء من البلاط. حيث أن هناك رغبة في جعل الفرنسيين يتكلمون مثل الملك ورجال حاشيته. تُفرض لغة النظام على جميع سكان فرنسا من خلال الأكاديمية الفرنسية وعمل أعضائها.
اليوم، تعمل الأكاديمية على الحفاظ على صفات (اللغة) ومسايرة التطورات اللازمة. كما تحدد الاستخدام السليم. تقوم بذلك من خلال تطوير قاموس الأكاديمية الفرنسية الذي يحدد استخدام اللغة، ولكن أيضًا من خلال توصياتها ومشاركتها في لجان المصطلحات المختلفة.

#### نهاية النظام القديم: السوق الوطنية والتوحيد اللغوي
عند نهاية النظام القديم، تم استيفاء شروط ولادة السوق الوطنية مثل شبكة الطرق المتطورة والرأسمالية الناشئة. هناك عنصران يمثلان عقبة أمام إنشاء حرية حركة البضائع: الرسوم والجمارك الموجودة في جميع أنحاء فرنسا والإختلافات اللغوية.
ومن الأمثلة البارزة على ذلك الوضع نظام الأوزان والمقاييس الذي يطيع قواعد المقاطعات المحلية، وبالتالي، فإنه يختلف اختلافًا كبيرًا من منطقة إلى أخرى. لا يمكن لهذه التناقضات أن تدوم طويلا لأنها تجعل التبادلات والمفاوضات مستحيلة. سوف يظهر نظام قانوني جديد دون استبدال النظام القديم بين عشية وضحاها. لن تظهر سوق وطنية إلا بعد الثورة وخلق القانون البرجوازي الذي سوف يأطر سوق وطني حقيقي. سوف تلغي البرجوازية العادات والرسوم ولكنها ستحاول أيضًا توحيد اللغة الإعمال من أجل دسترة القوانين. يحتل نشر نظام الأوزان والمقاييس الجديد مكانة مهمة ولكن ليس لجميع الفرنسيين. ما يهم الثوار هو أن يستخدم القضاة والمدرسين والمسؤولين الحكوميين وغيرهم من الرجال المهمين التدابير الجديدة، وبصورة أدق، الاستخدام الكتابي لها.
سيكون النظام الجديد موضوع نشر مكتوب يستبعد جزءًا كبيرًا من الناس الأميين. لا يزال التوحيد اللغوي في مهده، لكن سرعان ما سيظهر الثوار رغبتهم في توحيد الشعب من خلال اللغة.

### الثورة الفرنسية
في البداية، كانت الثورة الفرنسية تصالحية تمامًا مثل النظام السابق. خلال السنوات الأولى، تُرجمت المراسيم الثورية إلى اللغات الإقليمية. في عام 1790 تم تمرير قانون إلى الجمعية بناءً على اقتراح فرانسوا جوزيف بوشيت من أجل «نشر المراسيم الصادرة عن الجمعية بجميع اللغات المستخدمة في مختلف أنحاء فرنسا». وبسبب التكاليف المالية وكذلك عدم الاهتمام بالموضوع تعقد تطبيق هذا القانون.
سعيا وراء تطوير فرنسا الجديدة والموحدة، حاول الثوار أيضًا التديق على الخصوصيات الإقليمية في المجال اللغوي. تدريجيًا يظهر تيار فكري يجب بموجبه تقليص التنوع اللغوي باسم توحيد الأمة ومحاربة الإقطاع. يُنظر أيضًا إلى توحيد اللغة، مثل توحيد التعليم الوطني، على أنه شرط أساسي للديمقراطية التي تسمح للجميع بفهم قرارات الدولة والتحكم فيها.

#### السياسة اليعقوبية لتعميم اللغة الفرنسية: من يونيو 1793 حتى يوليو 1794
خلال الإرهاب الثاني المرتبط بـ ماكسميليان روبسبيار، تم التصويت على عدد معين من المراسيم والقوانين؛ هدفهم هو صد اللهجات وتعميم اللغة الفرنسية (اعتبرت هذه القوانين والمراسم وسيلة لمحاربة الخرافات) وإقامة تعليمها. هذه الفترة (التي قد وصفها البعض بأنها «إرهاب لغوي» ) تميزت من بين أمور أخرى بالمواقف الخبيثة التي اتخذها برتراند بارر والعمل المتعمق للأباتي جريجوار. تم تعديل أو إلغاء معظم القوانين التي صدرت خلال هذه الفترة بعد سقوط روبسبيار في يوليو 1794، غالبًا بسبب نقص الأموال.

في 27 يناير 1794، أعلن برتراند بارر  أمام المؤتمر الوطني أن:
| « | كان للملكية سبب لتشبه برج بابل. في الديمقراطية، ترك المواطنين جاهلين باللغة الوطنية، غير قادرين على السيطرة على السلطة، هو خيانة للوطن ... عند الشعب الحر، يجب أن تكون اللغة واحدة وهي نفسها للجميع. | » |

كتب في سنة 1794 في تقرير إلى لجنة السلامة العامة:
| « | الفيدرالية والخرافات تتحدث (لغة) منخفض بريتون؛ الهجرة وكراهية الجمهورية يتحدثان الألمانية.. الثورة المضادة تتحدث الإيطالية والتعصب يتحدث لغة الباسك. دعونا نكسر أدوات الضرر والخطأ هذه. | » |

تم اتخاذ سلسلة من المراسيم المتعلقة بالتعليم الوطني ولا سيما الالتزام بالتدريس باللغة الفرنسية، ولا سيما المرسوم الصادر في 27 يناير 1794 (السنة الثانية 8 من شهر بليفيوز حسب التقويم الجمهوري) الذي يجعل التعليم باللغة الفرنسية إلزاميًا، ويحظر هذا النص أيضًا على أعضاء رجال الدين التدريس.
في 4 يونيو 1794، كتب الأباتي جريجوار، تماشياً مع كفاحه ضد الاستثناءات، تقريراً عن ضرورة ووسائل تدمير اللهجة العامية، وتعميم استخدام اللغة الفرنسية . يعتقد الأباتي جريجوار أنه في ذلك الوقت: «أن 6 ملايين فرنسي على الأقل، خاصة في الريف، يجهلون اللغة الوطنية (...) وأن عددًا مساويًا يكاد يكون غير قادر على إجراء محادثة مستمرة» وهذا في النهاية عدد الذين يتحدثون «بطلاقة» لا يتجاوز 3 ملايين (من 28 مليون نسمة).
لا يزال مرسوم 2 من ثيرميدور (20 يوليو 1794) هو الأكثر دلالة على الإرهاب اللغوي على الرغم من أنه لم يتم تطبيقه في الواقع:
| « | المادة 1. اعتباراً من تاريخ نشر هذا القانون، لا يجوز كتابة أي وثيقة عامة في أي جزء من أراضي الجمهورية إلا باللغة الفرنسية. المادة 2. بعد الشهر الذي يلي نشر هذا القانون، لا يجوز تسجيل أي عمل، حتى تحت التوقيع الخاص، إذا لم يكن مكتوباً بالفرنسية. المادة 3. أي مسؤول أو موظف عام، أي وكيل للحكومة، يقوم، اعتبارًا من تاريخ نشر هذا القانون، بوضع أو كتابة أو الاشتراك، في ممارسة مهامه، تقارير، أحكام، عقود أو الأعمال الأخرى غير المحددة بشكل عام المصممة بلغات أو مصطلحات غير الفرنسية، سيتم عرضه على محكمة الشرطة الإصلاحية في مقر إقامته، ويحكم عليه بالسجن ستة أشهر، ورفضه. المادة 4. تطبق نفس العقوبة على أي حاصل على رسوم التسجيل الذي، بعد شهر من نشر هذا القانون، سيقوم بتسجيل الأعمال، حتى بموجب التوقيع الخاص، المكتوبة بلغات غير الفرنسية. | » |

#### تحدي القوانين اليعقوبية
بعد إعدام ماكسميليان روبسبيار في 28 يوليو 1794 (10 ثيرميدور السنة التانية) وهو الحدث الذي يمثل نهاية الإرهاب، سيتم إلغاء مرسوم 2 ثيرميدور في 2 سبتمبر 1794 (16 فريكتدور)، أي بعد ستة أسابيع تقريبًا. من تمريره.
فيما يتعلق بالتعليم، سيتم شرط الالتزام بالتدريس باللغة الفرنسية في 17 نوفمبر 1794 (27 برومير السنة الثالثة) بموجب مرسوم جوزيف لاكانال الذي يوصي بأن "يتم التدريس باللغة الفرنسية؛ لا يمكن استخدام اللهجة المحلية إلا كوسيلة مساعدة. لن يتم تطبيق هذه الأحكام حقًا بسبب نقص المعلمين (الذين لا يمكن أن يكونوا جزءًا من رجال الدين).

### القرن التاسع عشر وبداية القرن العشرين
خلال معظم القرن التاسع عشر، لم يتم تنفيذ سياسة محددة للغة الفرنسية. في نهاية القرن، بعد عدة سنوات من إنشاء الجمهورية الثالثة تم وضع سياسة التسوية اللغوية. وبناءً على ذلك رفض التعليم الإلزامي تدريس اللغات الإقليمية، حتى كأداة تعليمية في مناطق فيها أحادية اللغة الغير فرنسية.

#### السياسة اللغوية في بداية القرن التاسع عشر
تمثل السياسة في ظل الإمبراطورية الأولى عودة إلى سياسة عدم التدخل من أجل الاقتصاد فيما يتعلق باللغات الإقليمية. تم التخلي عن السياسات الهادفة إلى قمع هذه اللغات التي كانت سائدة خلال الإرهاب اللغوي. مع الميثاق يعود نابليون بشكل غير مباشر إلى واجب التدريس باللغة الفرنسية. تجلب عودة رجال الدين إلى التدريس معها أهمية متزايدة للتدريس باللغة اللاتينية. في جنوب فرنسا، على سبيل المثال، خلال الإمبراطورية الأولى كان عدد المعلمين باللاتينية أكثر من الفرنسية. ومع ذلك، تقدم استخدام اللغة الفرنسية خلال هذه الفترة ولكن بسبب زيادة مركزية فرنسا والتجنيد العسكري أكثر من كونها بسبب سياسة لغوية ملموسة.
في عام 1809، أفاد مسح إمبراطوري أجراه تشارلز كوكبيرت دي مونبريت بالإمبراطورية بوجود 27 926 000 ناطقبالفرنسية و 4 071 000 ناطق بالإيطالية و 2 705 000 ناطق بالألمانية و 2 277 000 ناطق بالفلمنكية و 967 000 ناطق بالبريتوني و 108 000 شخص بالباسكية. ملحوظة: يتعلق الأمر بحدود الإمبراطورية في عام 1809، حيث تضم فرنسا عددًا أكبر من المقاطعات عما هو عليه اليوم.
بعد ثورة 1830 وبالخصوص ثورة 1848، عادت الأفكار الاجتماعية والتقدمية للظهور مع تطوير التعليم الابتدائي الحكومي باللغة الفرنسية، إلا أنه لم يكن إلزامي بعد. الثورة الصناعية، والنزوح الريفي الذي نتج عنها، وظهور السكك الحديدية التي سهلت السفر، كل هذا سهل استخدام اللغة الفرنسية من قبل الطبقات العاملة.

#### سياسة الاستيعاب في أواخر القرن التاسع عشر وأوائل القرن العشرين
في ظل سقوط الإمبراطورية الثانية، أنشأت الجمهورية الثالثة التعليم الابتدائي الإلزامي والعلماني المتاح للجميع مع قوانين فيري التي جعلت من الممكن إضفاء الطابع الديمقراطي أو فرض اللغة الفرنسية على الإقليم بأكمله. في ثمانينيات القرن التاسع عشر، نفذ جول فيري سلسلة من الإجراءات لإضعاف اللغات الإقليمية لفرنسا.
في عام 1902، حظرت حكومة إميل كوب بمرسوم «الاستخدام التعسفي للغة بريتون»
خلال الفترة الصعبة (نهاية القرن التاسع عشر حتى-1950) من محاربة اللغات الإقليمية، تتم معاقبة الأطفال المذنبين بالتعبير عن أنفسهم بلغة غير الفرنسية، حتى لو كانت لغتهم الأم. أستعمل معلمو الجمهورية الثالثة عدة أنواع من اللإذلال المتنوع، إبتداءً من العقاب البدني إلى الإقصاء، من أجل جعل استخدام اللهجة مخزي. تم تطبيق سياسة العقاب البدني هذه في جميع أنحاء فرنسا، ولكن أيضًا في الإمبراطورية الاستعمارية الفرنسية في القرن التاسع عشر والعشرين. من بين العقوبات، نجد الاستخدام المتكرر لضربات المسطرة على الأصابع أو وضع الركب على المسطرة، أو تعليق شيء حول عنق المتعلم. في مناطق اللغة الأوكستانية، تبلور هذا الشعور بالخزي في مصطلح «فيرغونها Vergonha»، الذي يعني «العار» في الأوكسيتانية. تشير هذه الكلمة إلى كل الإجراءات السياسية الحكومية ضد اللهجات.
فرضت الدولة هذه السياسة في إطار نضالها ضد ما تسميه الكهنوتية. ومع ذلك، كان موقف الكنيسة دائمًا براغماتيًا من ناحية (باستخدام اللغات المحلية)، ومن ناحية أخرى، سعت دائمًا إلى دعم السلطة أو الوقوف على حياد. في مسائل اللغة الإقليمية، اتبعت الكنيسة العادات الحكومية [[ويكيبيديا: بحاجة لمصدر|[المرجع. ضروري]]] ولذلك تم استخدام العقاب في المدارس المجانية وكذلك في المدارس العامة.
إن أحادية اللغة الغير فرنسية آخذة في التراجع تدريجياً لصالح ثنائية اللغة مع الفرنسية. عندما حدث ثورة تحولية في الريف من خلال انتقال الفلاحين التقليديين إلى صناعة المواد الغذائية، شهدت العديد من المناطق الفرنسية تحولًا لغويًا نحو اللغة الفرنسية. الانتقال من حالة الفلاحين التقليدية إلى الحضارة الحديثة التي تأثرت إلى حد كبير بالمدن (على الرغم من أن أنماط اللباس كانت بالفعل تحت تأثير المدن) يرافقه التحول إلى الفرنسية. في العديد من المناطق، نرى تعايش جيل أجداد أجداد أحاديي اللغة، وأجداد ثنائي اللغة، ومن لغتهم الأم ليست الفرنسية، حيث أن الأبوين ليسوا فاعلين ثنائيي اللغة، وأخيراً أطفال يتحدثون اللغة الفرنسية. تأثير JAC (الشباب الزراعي المسيحي) ملحوظ في بريتاني [[ويكيبيديا: بحاجة لمصدر|[المرجع. ضروري]]] .
منذ نهاية القرن التاسع عشر وبتزامن مع سياسة الفرنسة للجمهورية الثالثة، شهدت فرنسا ظهور مطالب لحماية اللغات الإقليمية.

### السياسة اللغوية تحت الاحتلال
الحكومة الفرنسية، متأثرة بالتقاليدية والقومية الفرنسية وموريس باريس، أصبحت تصالحية تجاه اللغات الإقليمية: القوانين الأولى المؤيدة لتدريس هذه اللغات تعود إلى وزير نظام فيشي كاركوبينو. الهدف من الثورة الوطنية، الأيديولوجية الرسمية لنظام فيشي، هو إحياء القومية الفرنسية بين الأطفال من خلال تطوير ارتباطهم بالتراب الوطني  وعلى جه الخصوص بموجب المرسوم الصادر في 12 ديسمبر 1941، والذي يجيز التدريس الاختياري لل «اللهجات المحلية» في المدارس الابتدائية. تدعي النزعة الإقليمية البيتانية أنها توحد الوطن الكبير والصغير المقدم كمجتمع حقيقي على عكس «التجريدات» الإدارية الناتجة عن الثورة الفرنسية والجمهورية. سيتم إلغاء هذه القوانين، مثل معظم الإجراءات التي اتخذتها حكومة فيشي، في التحرير.

### النصف الثاني من القرن العشرين

#### التطورات أبتداءً من العام 1950

##### في المجال التعليمي
منذ الخمسينيات من القرن الماضي، تم اتخاذ العديد من الإجراءات لصالح اللغات الإقليمية: سمح قانون ديكسون في عام 1951 بتدريس أربع لغات إقليمية، البريتونية، الكاتالونية، الأوكيتانية، والباسكية في المدارس الثانوية. ومع ذلك، تشير اليونسكو إلى أن مستقبلهم لا يزال مهددًا.
منذ سبعينيات القرن الماضي، في العديد من المناطق تطورت الجمعيات الهادفة لتدريس اللغة الإقليمية:
- مدارس الديوان في بريتاني؛
- إيكاستولاك في إقليم الباسك؛
- الأوكيتان كالاندريتاس؛
- الكاتالونية بريسولا، إلخ.

ومع ذلك، ترفض وزارة التربية الوطنية دمج مدارس الديوان التي تمارس تقنية الإدماج، أي التعليم ثنائي اللغة الذي يتم توفيره بشكل أساسي في بريتون. ومع ذلك، توجد فصول ثنائية اللغة أيضًا داخل التعليم الوطني، ولا سيما جمعية Div Yezh (لغتان) التي تروج للتعليم ثنائي اللغة الفرنسية والبريتونية «على أساس كل ساعة».

في عام 1975، أعلن عن قانون هابي 
، بحيث أنه يمكن تدريس جميع لغات الأقليات في المدارس.

##### مواقف مختلفة
لقد صمدت بعض اللغات الإقليمية بشكل أفضل من غيرها، خاصة اللغات العابرة للحدود التي تستفيد من الدعم اللغوي أو تأثير القادم من الدول المجاورة.
تلعب مكانة اللغة بين متحدثيها دورًا؛ (مرتبط جزئيًا بالسياسات اللغوية المعمول بها)، حيث تعد بمكانة «اللغة الأم» شبيهة بحالة اللغات الحدودية أو العابرة للحدود (الباسك، الكورسيكان، الألزاسي، الفرانكيك لورين، الفلمنكية، الكاتالونية). حالة لغات «أويل» يعد أقل قيمة (اللغات التي تطورت في شمال فرنسا)، وهي لغات غير معترف بها كلغات مختلفة عن الفرنسية ويتم التعامل معها على أنها «لهجات». بهذا المعنى يقول اللغوي كلود إجي، «إن خجل المرء من لغته، وسمو لغة أجنبية، يفسر موت اللغات. وهذا واضح بالنسبة لبريتون. بالفعل في القرن السادس عشر، تخلت الطبقة الأرستقراطية في بريتون عن لغة بريتون، معتبرة أن الفرنسيين يتمتعون بمكانة أكبر.»

في عام 1975، أراد قانون بالوروال حماية اللغة الفرنسية من الكلمات التي تأتي من لغات أخرى، وخاصة من اللغة الإنجليزية. وفقًا لهذا القانون 
 .
سمح المرسوم الصادر في 28 ديسمبر 1976 لوزير التربية الوطنية التسامح في مسائل التهجئة وتصريف الأفعال أثناء الامتحانات والمسابقات على التراب الوطني

##### التطورات من عام 1992

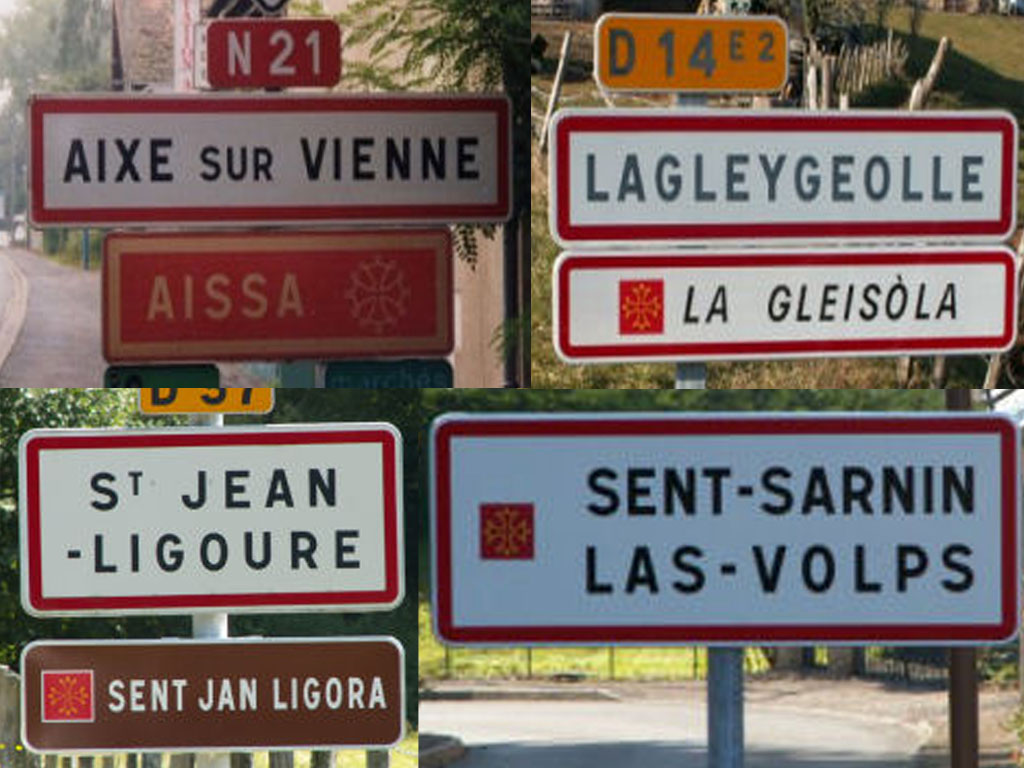
علامات ثنائية اللغة باللغتين الفرنسية والأوكستانية في منطقة ليموزين.

اعتمد المجلس الأوروبي في عام 1992  الميثاق الأوروبي للغات الإقليمية أو لغات الأقليات والذي ينص على «الحق غير القابل للتصرف في استخدام لغة إقليمية في الحياة الخاصة والعامة». يعارض ممثلو فرنسا هذا الميثاق، الذي تم اعتماده مع ذلك بأغلبية أعضاء المجلس.

تم تعديل المادة 2 من دستور الجمهورية الفرنسية الخامسة في عام 1992 خلال مؤتمر انعقد من أجل تعديل الدستور لجعله متوافقًا مع معاهدة ماستريخت. الإشارة 
 ثمت إضافتها.
القانون رقم no 94-665 المؤرخ في 4 غشت 1994 المتعلق باستخدام اللغة الفرنسية المعروف باسم «قانون توبون»  يقر باستخدام اللغات الإقليمية في التعليم. بالإضافة إلى ذلك، يعترف هذا النص بحق المواطن الفرنسي في النصوص القانونية، ولكن أيضًا للموظف في كل ما يتعلق بعقد العمل والمستهلك فيما يتعلق بتقديم المنتجات وتعليمات الاستخدام والضمانات والتعبير عن أنفسهم والحصول على أي معلومات مفيدة باللغة الفرنسية. كما أنه يؤكد على الإلتزام بصياغة هذه الوثائق باللغة الفرنسية والتي يمكن بعد ذلك ترجمتها إلى لغة أخرى.
في عام 1999، وقعت فرنسا أخيرًا على الميثاق الأوروبي، بعد العديد من دول الاتحاد الأوروبي، لكنها رفضت بعد ذلك المصادقة عليه، لأن دستورها سيتعارض معه. يُلزم التصديق من الناحية القانونية الدولة المتعاقدة، والتوقيع هو مجرد اعتراف بالأهداف العامة للميثاق؛ لذلك لا يوجد تغيير في وضع لغات الأقليات في فرنسا، بصرف النظر عن شيخوخة المتحدثين التي ينبغي أن تقود اللغات الأكثر ضعفًا بينهم إلى «الوفاة» قبل نهاية قرن الواحد والعشرين، بعد وجود البعض لأكثر من ألف سنة. تعد فرنسا من الدول النادرة في أوروبا التي لم تصدق على هذا الميثاق.
ينقسم هذا الجدل عند الطبقة السياسية الفرنسية: حيث يؤيد بعض السياسيين تصديق فرنسا على الميثاق الأوروبي، بينما يعارضه آخرون لأنه قد يوفر اعترافًا قانونيًا باللغات الإقليمية واستخدامها كلغات رسمية في النصوص الإدارية، وخاصة القوانين والمراسيم وقرارات المحاكم. تثار هذه القضايا بشكل متكرر في النقاش العام، وفي العاصمة الفرنسية، ولكن أيضًا في المجتمعات الخارجية.
على موقع الاتحاد من أجل حركة شعبية، ينفي الرئيس السابق نيكولا ساركوزي أي تمييز، كما أنه غير مؤيد للميثاق الأوروبي للغات الإقليمية.
على العكس من ذلك، أعلنت منافسته الاشتراكية سيجولين رويال أنها مستعدة لتطبيق الميثاق باسم التنوع الثقافي في فرنسا في خطاب  ألقي في شهر مارس 2007.
في مايو 2008 ، خلال جلسة حول تحديث المؤسسات، صوتت الجمعية الوطنية على تعديل في الدستور والذي من شأنه أن يضيف إليه المادة 75-1 بالشروط التالية: «تنتمي اللغات الإقليمية إلى تراث فرنسا.». تم اعتماد هذا التعديل (مع العديد من التعديلات الأخرى) في البرلمان بفرساي في يوليو 2008، كجزء من التصويت على قانون دستوري لإصلاح المؤسسات.

## السياسة اللغوية الاستعمارية لفرنسا
هذه الرغبة في إنشاء لغة واحدة لمجموع التراب الوطني شملت أيضًا الإمبراطورية الاستعمارية الفرنسية. هذا الاستخدام المفروض للغة الفرنسية، بشكل أساسي في الوثائق الرسمية والتعليم، يهدف إلى رفع المستوى الثقافي للسكان من خلال التعليم المعمم وكذلك من خلال نشر لغة مشتركة وعالمية.
يُظهر لويس جان كالفيت هذا بوضوح شديد من خلال عدد معين من السلوكيات، ليس فقط في الخارج، ولكن حتى داخل فرنسا حيث تظل اللغات الإقليمية ضحية للإمبريالية اللغوية، وربما يكون أحدث أقنعة لهذا التوجه هو الفرانكفونية. علم اللسانيات المدرك لهذه المضامين السياسية لا يمكن إلا أن يكون متشددًا. يعود الأمر إلى علماء اللسانيات المعنيين، في بلدانهم وفي مناطقهم، لتحمل هذه المسؤولية، أي الكفاح من أجل الدفاع عن لغتهم وثقافتهم وتطويرها.
أثناء إنشاء الإمبراطورية الاستعمارية الفرنسية، أصبحت الفرنسية هي اللغة الإجبارية التي يتم التدريس بها في جميع المستعمرات. يتم تدريسها في المقام الأول لأطفال النخبة المحلية أو رؤساء القبائل. خلال الاستقلال، وخاصة في أفريقيا جنوب الصحراء الكبرى، ستحافظ هذه النخبة المتعلمة بالفرنسية على اللغة الاستعمارية كلغة رسمية.

## استعمال اللغة الفرنسية في فرنسا
اتخذت الدولة عدة إجراءات لحماية التراث اللساني للغة الفرنسية:
- تعديل المادة 2 من دستور الجمهورية الفرنسية الخامسة، من خلال القانون الدستوري لعام 1992، والذي ينص على أن «لغة الجمهورية هي الفرنسية»،
- قانون توبون لعام 1994.
- ومرسوم تطبيق هذا القانون، الذي يؤسس جهاز عمومي لإثراء اللغة الفرنسية، وينص على إلزامية النشر باللغة الفرنسية في الجريدة الرسمية للجمهورية الفرنسية، وفي أماكن الخدمات ومؤسسات الدولة.

## الترويج للفرنسية بالخارج

### سياسة فرنسا تجاه الفرنسية بالخارج
تدعم الدولة الفرنسية اللغة الفرنسية في الخارج (الفرانكوفونية ، انظر أعلاه)
تدعم الدولة الفرنسية المدارس الفرنسية من خلال الانغماس في الخارج. يعتقد البعض أن سياسة التعليم هذه تتعارض مع التدابير التقييدية المعتمدة تجاه مدارس لغات الأقليات في فرنسا نفسها. يوضح آخرون أنه من الطبيعي أن تقوم الجمهورية الفرنسية بالترويج للغة للفرنسية داخل وخارج الإقليم، وفقًا للقوانين المحلية السارية.
الفرانكوفونية ممثلة في العديد من المنظمات التي تنسقها المنظمة الدولية للفرانكوفونية (OIF).
اختارت الدول والحكومات المنخرطة في المنظمة الدولية للفرنكوفونية هيكلة نطاق تدخلات المنظمة حول أربع مهام:
- تعزيز اللغة الفرنسية والتنوع الثقافي واللغوي؛
- تعزيز السلام والديمقراطية وحقوق الإنسان؛
- دعم التعليم والتدريب والتعليم العالي والبحث العلمي؛
- تطوير التعاون في خدمة التنمية المستدامة والتضامن.

بناءً على هذا تمزج الفرانكوفونية بين الأهداف الثقافية والسياسية. هذا يولد عددًا من الالتباسات ويغذي الشكوك حول الإمبريالية اللغوية.

كان هذا هو الحال منذ بداية ظهور كلمة «فرنكوفونية» التي اخترعها أونيسيم ريكلوس. هذا المفهوم يتطور في كتابه «يبدأ مصير عظيم Un grand destin commence»، ترنيمة للغزو الاستعماري، تصور عقيدة حقيقية للإمبريالية الفرنسية. وهو أيضًا أصل المفهوم الفرنسي للدولة (الأمة، اللغة، الشعب):

« اللغة تصنع الشعب
«بمجرد أن» تجمد«اللغة شعبًا ما، تخضع جميع العناصر» العرقية«لهذا الشعب لتلك اللغة. بهذا ما يدل على المعنى : اللغة تصنع الشعب (»lingua gentem facit"). " »

يمكن تقسيم هدف الفرانكوفونية فيما يتعلق بتعزيز اللغة الفرنسية والتنوع الثقافي واللساني إلى نقطتين:
- توسيع مكانة الفرنسية في العالم وعلى وجه الخصوص الدفاع عن موقعهم في مستعمرات إفريقيا السابقة؛
- محاربة إنتشار اللغة الإنجليزية.

للرد على الإتهام بالإمبريالية الثقافية، يستخدم المسؤولون عن الفرانكوفونية مفهوم اللغة المرافقة.

« تحترم المنظمة الدولية للفرانكوفونية التنوع الثقافي واللغوي، وتشجع التعددية اللغوية داخل الفضاء الناطق بالفرنسية من خلال التنمية المتوازنة للغة الفرنسية واللغات المرافقة، ولا سيما اللغات الأفريقية العابرة للحدود، وناقلات التعبير، والتنمية، والتعليم، والتدريب، والمعلومات. »

لم يتم تعريف اللغات المرافقة بدقة ولكنها تتعلق باللغات المحلية للبلدان الأفريقية:

« في سياق متعدد اللغات للعديد من الدول في أفريقيا الناطقة بالفرنسية، تعد اللغات الوطنية ضرورية في العديد من المجالات: التعليم الأساسي، والصحة العامة، والبيئة، والثقافة، وما إلى ذلك. تدعم المنظمة الدولية للفرانكفونية هذه اللغات، سواء كانت وطنية أو عابرة للحدود في النطاق، لتسهيل استخدامها العملي، شفهيًا وكتابيًا، لا سيما من خلال دعم نشر الأعمال بهذه اللغات.
... في إفريقيا، حيث الفرنسية، لغة التدريس، قريبة من اللغات الأم للتلاميذ، تشجع المنظمة الدولية للفرنكوفونية على إدراج رابط بين هذه اللغات واللغة الفرنسية في أنظمة التعليم الأفريقية. إن التعليم الذي يتجاهل قراءة وكتابة هذه اللغات والتأثير الذي تمارسه على قدرات التعلم لدى التلاميذ سيكون محكوم عليه بالفشل بالفعل. »

### الدفاع عن التنوع الثقافي وتعزيزه
لطالما أعلنت وزارة الثقافة الفرنسية أنها تتخذ إجراءات صارمة من أجل «الدفاع عن التنوع الثقافي»: يقصد بذلك الدفاع عن السينما الفرنسية ومصالحها الاقتصادية ضد سينما هوليوود.
لا جدال في تطبيق هذا الدفاع على التنوع الثقافي واللغوي الموجود في فرنسا. يرى المدافعون عن لغات الأقليات في فرنسا في هذا تناقضًا - علاوة على ذلك يصعب قبوله من قبل البعض (انظر مفهوم «اللغة المرافقة» الذي قدمته الهيئات المسؤولة عن الفرانكوفونية).
بالنسبة لمؤيدي المفهوم الفرنسي للدولة (الدولة، الأمة، الشعب)، فإن الوحدة الثقافية الأولى هي الأمة، وبالتالي فإن الدفاع عن التنوع اللغوي مفهوم على المستوى الأوروبي والعالمي، ولا يمكن القبول به به كحجة لصالح المطالب الإقليمية.
في عام 2008 تم تعديل الدستور الذي ضم المادة التالية:
«تنتمي اللغات الإقليمية إلى ترات فرنسا»
التي ليس لها تأثير عملي على نشر اللغات الإقليمية.

احتج اللغوي كلود أجيج على ضد هذا الوضع. في خضم الجواب على السؤال التالي: 
 أجاب: 

### مكانة اللغة الفرنسية في المنظمات الدولية

#### المؤسسات الدولية
تحاول فرنسا نشر اللغة الفرنسية في الخارج، ولا سيما في المنظمات الدولية (وهي إحدى اللغات الرسمية في المنظمات الدولية: الأمم المتحدة، منظمة التجارة العالمية، الناتو، الاتحاد الأفريقي، الاتحاد الأوروبي، وكالة الفضاء الأوروبية، مكتب براءات الاختراع الأوروبي، محكمة العدل الدولية، المحكمة الجنائية الدولية، الإنتربول، اللجنة الأولمبية الدولية. في الواقع، مكانة الفرنسية في الهيئات الدولية آخذة في التدهور.

#### المفوضية الأوروبية
تعد الفرنسية، إلى جانب كل من الإنجليزية والألمانية، إحدى لغات العمل الثلاث للمفوضية الأوروبية.

#### العلوم والتقنية
اللغة الفرنسية هي إحدى اللغات الرسمية الثلاث لمكتب البراءات الأوروبي. ورغم ذلك، فإن بروتوكول لندن الموقع في عام 2011 من قبل عشر دول (ألمانيا، فرنسا، الدنمارك، ليختنشتاين، لوكسمبورغ، موناكو، هولندا، المملكة المتحدة، السويد، سويسرا)، والذي يهدف إلى تحرير نظام اللغة لبراءات الاختراع في أوروبا، لم يتم التصديق عليه من قبل فرنسا، لأن هذا البروتوكول لا يتوافق مع الدستور ولا سيما المادة 2 منه لأنه يسمح بأن تصبح براءات اختراع مكتوبة بلغة غير الفرنسية سارية المفعول في فرنسا.

#### التفاعل مع القوانين الوطنية
أصبح استخدام اللغة الإنجليزية ينتشر في الشركات، حيث أن اللغة الإنجليزية هي لغة مشتركة في الأعمال التجارية. ينتج عن هذا، استخدام اللغة الإنجليزية في المستندات المتعلقة بقانون العمل والتي قد تنتهك الأحكام القانونية للدول الأعضاء (فرنسا، على سبيل المثال، قانون توبون). هذا هو سبب إدانة الشركات في فرنسا بتهمة الاستخدام غير القانوني للغة الإنجليزية. على سبيل المثال، غرمت شركة «جيمز GEMS» الأمريكية في مارس 2006 570 000 يورو لإرسالها مستندات باللغة الإنجليزية دون ترجمة لموظفيها الفرنسيين. الأمر نفسه ينطبق على شركتي «نيكستيراوان NextiraOne» و «المساعدة الأوروبية Europ Assistance»، اللتين أدينتا أيضًا لرغبتهما في فرض برامج حاسوب على موظفيهما باللغة الإنجليزية بدون ترجمة .

## المذكرات والمراجع
1. ↑  Jean Sibille, Les Langues Régionales, Flammarion, collection "Domino", 2000, ص. 91-92
2. ↑  Jacques Leclerc, Histoire du Français, chapitre la Révolution française et la langue nationale, dernière modification le 7 octobre 2008, consulté le 2 avril 2009 نسخة محفوظة 20 أغسطس 2020 على موقع واي باك مشين.
3. ↑  Loi constitutionnelle no 92-554 du 25 juin 1992 نسخة محفوظة 22 أبريل 2012 على موقع واي باك مشين.
4. ↑  Les révolutionnaires font la distinction entre les patois considérés comme ayant une souche commune avec le français (gallo، normand، gascon…) et les idiomes qui n'en ont pas (flamand، bas-breton…)
5. ↑  Denis Lacorne, Tony Judt, La politique de Babel: du monolinguisme d'État au plurilinguisme des peuples, Broché, 2003, ص. 15-16
.
6. ↑  "Boycott the English language says top French intellectual". ديلي تلغراف (بالإنجليزية). 22 octobre 2013. Archived from the original on 24 نوفمبر 2020. Retrieved 17 mai 2015. {{استشهاد ويب}}: تحقق من التاريخ في: |تاريخ الوصول= (help)
7. ↑  "Lancer une grève de l'anglais : un drôle de boycott". cالبريد الدولي  [لغات أخرى]‏ (بالفرنسية). 30 octobre 2013. Archived from the original on 2021-01-09. Retrieved 17 mai 2015. {{استشهاد ويب}}: تحقق من التاريخ في: |تاريخ الوصول= (help)صيانة الاستشهاد: علامات ترقيم زائدة (link)
8. ↑  Cités dans Serge Lusignan, Les langues des rois au Moyen Âge, ص. 22
.
9. ↑  Serge Lusignan, La langue des rois au Moyen Âge, ص. 17
.
10. ↑  Agnès Blanc, La langue du roi est le français, L'Harmattan, 2010, p. 215, 225 نسخة محفوظة 2021-01-26 على موقع واي باك مشين.
11. 1 2 3  Journée d’études "Canon et traduction dans l’espace franco-germanique" نسخة محفوظة 2009-02-17 على موقع واي باك مشين.
12. 1 2  site de la BnF, premières bibliothèques royales نسخة محفوظة 10 يونيو 2020 على موقع واي باك مشين.
13. ↑  Prigent Christiane, Pouvoir ducal, religion et production artistique en Basse-Bretagne de 1350 à 1575, ص. 63
 نسخة محفوظة 5 فبراير 2019 على موقع واي باك مشين.
14. ↑  ordonnance ayant précédé Villers-Côtterets نسخة محفوظة 2012-01-11 على موقع واي باك مشين.
15. ↑  évolution du code civil نسخة محفوظة 2008-12-01 على موقع واي باك مشين.
16. ↑  BnF premiers imprimeurs en France نسخة محفوظة 26 يوليو 2015 على موقع واي باك مشين.
17. ↑  recueil d'anciennes lois française ص. 596
 item 47 نسخة محفوظة 2019-02-08 على موقع واي باك مشين.
18. ↑  Les deux articles ont été repris dans l’article de Jean Dubu, « De l’Ordonnance de Villers-Cotterêts à la Deffence et Illustration de la Langue françoise : affirmation politique et revendication littéraire », dans Marie-Thérèse Jones-Davies (dir.), Langues et nations au temps de la Renaissance, Paris, Klincksieck, ص. 141
. L’auteur a utilisé la transcription qui se trouvait dans Isambert, Recueil général des Anciennes Lois Françaises, Paris, 1828, t. XIII, ص. 622-623
.
19. ↑  Jean Dubu, « De l’Ordonnance de Villers-Cotterêts à la Deffence et Illustration de la Langue françoise : affirmation politique et revendication littéraire », dans Marie-Thérèse Jones-Davies (dir.), Langues et nations au temps de la Renaissance, Paris, Klincksieck, ص. 141-142
.
20. 1 2 3  France: politique linguistique sur le français Un point de vue québécois sur la politique linguistique de la France نسخة محفوظة 2013-03-12 على موقع واي باك مشين.
21. ↑  la langue française à travers les âges, site de la DGLFLF نسخة محفوظة 2013-11-08 على موقع واي باك مشين.
22. 1 2  fondation de l'académie, sur le site de l'الأكاديمية الفرنسية. نسخة محفوظة 13 يناير 2020 على موقع واي باك مشين.
23. ↑  Fichier:Interdiction officielle de la langue catalana 2 avril 1700.jpg,Interdiction officielle de la langue catalane du 2 avril 1700.
24. ↑  Sylvain Soleil, L'ordonnance de Villers-Cotterêts, cadre juridique de la politique linguistique des rois de France ?, colloque Langue(s) et Constitution(s), Université de Rennes, 7 et 8 décembre 2000 Droit/Laboratoires/CHD/Membres/Soleil/Villers-Cotterets.pdf نسخة محفوظة 2017-12-15 على موقع واي باك مشين.
25. ↑  histoire de la langue française نسخة محفوظة 16 مايو 2018 على موقع واي باك مشين.
26. ↑  dictionnaire de l'académie de l'aveu même de l'académie une « production bien imparfaite » نسخة محفوظة 2012-01-07 على موقع واي باك مشين.
27. ↑  référence de la grammaire نسخة محفوظة 2008-12-01 على موقع واي باك مشين.
28. ↑  grammaire نسخة محفوظة 10 يوليو 2019 على موقع واي باك مشين.
29. ↑  Ce texte est en partie tiré de Académie française sur la Wikipedia en français, sous GFDL liste des auteurs نسخة محفوظة 2020-12-10 على موقع واي باك مشين.
30. 1 2  révolution française et langue française نسخة محفوظة 4 أبريل 2013 على موقع واي باك مشين.
31. ↑  "France: politique linguistique sur le franais". مؤرشف من الأصل في 2020-02-17. اطلع عليه بتاريخ 2021-01-26.
32. ↑  Michèle Perret La langue de la liberté, éloge de l'abbé Grégoire, Mémoire de la société néophilologique de Helsinki (LXXVII), Du côté des langues romanes, mélanges en l'honneur de Juhani Härmä, 2009, 221-232
33. ↑  L'Abbé Grégoire en guerre contre les « Patois » نسخة محفوظة 22 يناير 2019 على موقع واي باك مشين.
34. ↑  histoire du français durant la Révolution نسخة محفوظة 5 مارس 2016 على موقع واي باك مشين.
35. ↑  chronologie de la Révolution française du point de vue linguistique نسخة محفوظة 5 أبريل 2008 على موقع واي باك مشين.
36. ↑  le français au قالب:XIXe نسخة محفوظة 25 سبتمبر 2008 على موقع واي باك مشين.
37. ↑   نسخة محفوظة 14 أبريل 2016 على موقع واي باك مشين.
38. ↑  Rapport Poignant نسخة محفوظة 16 سبتمبر 2008 على موقع واي باك مشين.
39. ↑  Limore Yagil, « L'homme nouveau » et la révolution nationale de Vichy (1940-1944), ص. 123
40. ↑   نسخة محفوظة 23 أبريل 2020 على موقع واي باك مشين.
41. ↑  texte de loi final نسخة محفوظة 3 ديسمبر 2008 على موقع واي باك مشين.
42. ↑  Charte des langues régionales نسخة محفوظة 10 أكتوبر 2017 على موقع واي باك مشين.
43. ↑  Assemblée nationale ~ Deuxième séance du jeudi 22 mai 2008 نسخة محفوظة 5 فبراير 2019 على موقع واي باك مشين.
44. ↑  Interview du 28 mars 2012 par ليكسبريس نسخة محفوظة 18 نوفمبر 2020 على موقع واي باك مشين.
45. ↑  Il en ressort, surtout pour ce qui concerne les organisations internationales, un double constat : une prise de conscience croissante de la nécessité de contrer par des mesures volontaristes la tendance au monolinguisme et la domination tout aussi croissante d’un idiome qu’on pourrait qualifier d’« anglomorphe » in La langue française dans le monde 2010, المنظمة الدولية للناطقين بالفرنسية, 2010.
46. ↑  Mario d'Angelo, Les langues dans la glocalisation. Le cas du français", Cahiers du CEREN, n°52, 2019.
47. ↑  "Accueil". novethic.fr. مؤرشف من الأصل في 2007-08-30. اطلع عليه بتاريخ 2020-09-20..

## انظر كذلك

### فهرس
- قانون فير كوتري، الإطار القانوني للسياسة اللغوية لملوك فرنسا ؟، الندوة، جامعة رين
- فانش بروديج ، حظر بريتون في عام 1902. الجمهورية الثالثة ضد اللغات الإقليمية، كوب بريزة ، سبيزيت ، 1996 ،(ردمك 2-909924-78-5)
- ماري خوسيه دي سانت روبيرت ، سياسة اللغة الفرنسية ، مجموعة. ماذا اعلم؟ no 3572 ، PUF ، 2000،(ردمك 978-213-051050-5)
- بيير إنكريفيه ، مؤتمر الحقوق اللغوية للإنسان والمواطن في مدرسة الدراسات العليا في العلوم الاجتماعية عام 2005. ملخص لسياسات اللغة في فرنسا على موقع Languages-de-France.org
- جان ماري بونتييه ، قانون اللغة الفرنسية (coll. «معرفة القانون»)، باريس ، دالوز ، 1996، 156 ص.(ردمك 2-247-02454-8)
- هنري بير، الملوك واللغات الإقليمية، الجرائد المحاضرة، 1932
- أورسولا روتنر ، مانويل ديس فرنكوفوني، برلين / بوسطن، دي جروتر، 2017.

### مقالات ذات صلة
- الفرنسة
- الفرانكفونية
- الأكاديمية الفرنسية
- اللغات الإقليمية أو الأقلية في فرنسا
- السياسة اللغوية
- رهاب جلوتوفوبيا